# Megaselia kanoi
Megaselia kanoi är en tvåvingeart som beskrevs av Ronald Henry Lambert Disney 1989. Megaselia kanoi ingår i släktet Megaselia och familjen puckelflugor. Inga underarter finns listade i Catalogue of Life.